# Hawa Tounkara
Pour les articles homonymes, voir Tounkara.

a Compétitions nationales et continentales officielles uniquement.

b Matchs officiels uniquement.
Hawa Tounkara, née en 2004, est une joueuse française de rugby à XV et internationale française de rugby à sept évoluant à l'AC Bobigny 93.

## Biographie
Hawa Tounkara commence la pratique du rugby à XV à l'association sportive du collège et prend sa licence au SCUF : « À l'origine, je jouais au foot, mais au collège, toutes mes amies faisaient du rugby, donc j'ai eu envie d'essayer aussi. J'ai commencé à 14 ans, au collège Iqbal Masih à Saint-Denis. Mon professeur Kevin Malithe, qui gérait la section rugby du collège, jouait et entraînait au SCUF, et nous avions souvent des entraînements mixtes avec les garçons. ». En 2022, elle est animatrice sportive territoriale pour son club. Après sa terminale, elle intègre l'Académie olympique mise en place par la Fédération française de rugby
Engagée avec l'équipe de France des moins de 20 ans de rugby à XV aux Summer Series des Six Nations en juillet 2024 à Parme, elle est élue meilleure joueuse du tournoi avec notamment trois essais (plus une passe décisive) et quatre transformations. Joueuse en Championnat de France avec l'AC Bobigny 93, elle est sélectionnée à l'automne 2024 en équipe de France à sept (discipline qui lui permet de faire valoir ses qualités de vitesse) et remporte deux médailles de bronze au SVNS à Dubaï et au Cap. Ces performances lui permettent de recevoir le trophée  « Étoile montante »  à la cérémonies des Étoiles organisée par le quotidien Sud Ouest en décembre 2024.

## Palmarès
- Équipe de France des moins de 18 ans de rugby à sept :
  -  Vainqueur du Championnat d'Europe des moins de 18 ans en 2022.
- Équipe de France de rugby à sept :
  - SVNS 2024-2025 :
    -  Troisième du Tournoi de Dubaï en 2024[5]
    -  Troisième du Tournoi du Cap en 2024[5]